# Вати (Самос)
Вати (гр:Βαθύ, ен:Vathý) је управно средиште и највећи град грчког округа Самос у периферији Северни Егеј, као истоименог острва Самос.

## Природни услови
Град Вати се налази у крајње источном делу грчке државе. Град је смештен у источном делу острва Самос, у природној луци - омањем заливу на северној обали острва. Јужно од града налази се брдовитији део острва.
Клима у Ватију јесредоземна, са жарким и дугим летима и благим и кишовитим зимама.

## Историја
Град Вати је насељен још у античко време је и убрзо је постао значајан трговачки центар. Током Грчко-персијских ратова град и острво су били освајани од стране Персијанаца. У 1. веку п. н. е. град и острво су припојени Римљанима, да би касније Вати био више векова у саставу Византије, а од 1550. године и део Османског царства, када је дошло до великих пљачки.
Током Грчког устанка од 1821. године код Самоса су Грци предвођени Канарисом извојевали једну веома значајну морску битку против Турака, године (1824. ). Без обзира на то, по Лондонском протоколу из 1827. Самос је 1830. године предат Турцима, а 11. децембра 1832. године, проглашено је главним градом једне кнежевине, која је била под обавезом плаћања данка.
Коначно, 11. новембра 1912. уследила је прокламација припајања Самоса Краљевини Грчкој. Као исход Балканских ратова, Самос је поново постао део Грчке. Град и острво су за време Другог светског рата било опседнуто италијанским трупама. Град Вати је био бомбардован у новембру 1943. године од стране немачких ваздушних снага.

## Становништво
| 1991. | 2001. | 2011. |
| ----- | ----- | ----- |
| 2.440 | 2.025 | 1.888 |

Вати данас има око 12.000 становника у граду (1/3 острвског становништва). Становништво су углавном етнички Грци.

## Привреда
Вати је најважније привредно средиште острва. То је и важан туристички и управни центар у овом делу Грчке, као и дистрибутивни центар за пољопривреду околних села.
Град је и велика лука. Поред тога, град поседује и аеродром, удаљен пар километара од града и упослен највише лети током главне туристичке сезоне.